# Dhanipur
Dhanipur es una ciudad censal situada en el distrito de Aligarh en el estada de Uttar Pradesh (India). Su población es de 20511 habitantes (2011). 

## Demografía
Según el censo de 2011 la población de Dhanipur era de 20511 habitantes, de los cuales 11000 eran hombres y 9511 eran mujeres. Dhanipur tiene una tasa media de alfabetización del 79,90%, superior a la media estatal del 67,68%: la alfabetización masculina es del 87,08%, y la alfabetización femenina del 71,63%.